# Ethelastia
Ethelastia is een geslacht van wantsen uit de familie van de Miridae (Blindwantsen). Het geslacht werd voor het eerst wetenschappelijk beschreven door Odo Reuter in 1876.

## Soorten
Het genus bevat de volgende soorten:

- Ethelastia liturata (Fieber, 1858)
- Ethelastia lonicerae Konstantinov, 2008